# Rio Alegre (vattendrag i Brasilien, Goiás)
Rio Alegre är ett vattendrag i Brasilien.   Det ligger i delstaten Goiás, i den sydöstra delen av landet, 400 km sydväst om huvudstaden Brasília.
Området kring Rio Alegre är det mycket glesbefolkat, med 2 invånare per kvadratkilometer.